# Myosoricinae
Myosoricinae  es una subfamilia de mamíferos soricomorfos de la familia de Soricidae. Subfamilia que mantiene unos caracteres primitivos emparentados con especies fósiles. Queda por analizar si todos los géneros existentes están relacionados con los restos fósiles o sí solo mantienen algunos rasgos primitivos.

## Géneros
- Congosorex, Heim de Balsac y Lamotte, 1956.
- Myosorex, Gray, 1837.
- Surdisorex, Thomas, 1906.